# Michał Sołowow
Michał Sołowow (ur. 11 lipca 1962 w Kielcach) – polski przedsiębiorca, inwestor i kierowca rajdowy, największy polski przemysłowiec i inwestor prywatny za granicą, działający m.in. w sektorze chemicznym, podłóg drewnianych, płytek i ceramiki sanitarnej, nowoczesnych technologii, biotechnologii i energetyki. Jego grupa przemysłowa jest największym producentem polistyrenu spienialnego (EPS) w Europie, drugim co do wielkości producentem płytek ceramicznych i największym na świecie wytwórcą desek podłogowych.
Od 2005 w pierwszej dziesiątce, a od 2018 na 1. miejscu listy najbogatszych Polaków magazynu Forbes Polska, najbogatszy Polak w globalnym rankingu miliarderów amerykańskiej edycji Forbes od 2021 roku.

## Wykształcenie
Ukończył IV Liceum Ogólnokształcące im. Hanki Sawickiej w Kielcach, a następnie studia na Politechnice Świętokrzyskiej.

## Działalność
W 1988 roku, wykorzystując oszczędności z pracy na Zachodzie, został współzałożycielem kieleckiej firmy budowlanej Mitex, która stała się jedną z większych firm budowlanych na rynku regionalnym po przemianach ustrojowych w Polsce. Usiłował następnie wykupić akcje dużego przedsiębiorstwa budowlanego Exbud, aby połączyć obie spółki, jednak na skutek konfliktu personalnego z jego prezesem Witoldem Zaraską, zamiar ten nie powiódł się, a Exbud został sprzedany szwedzkiej Skanska. Sołowow później wycofał się z branży budowlanej, a Mitex po wprowadzeniu na giełdę w 1999 roku został sprzedany w 2002 roku francuskiej grupie Eiffage.
W 1993 założył pierwszą w Polsce sieć supermarketów budowlanych Nomi, którą w 1999 sprzedał brytyjskiemu koncernowi Kingfisher.
W latach 90. XX w. Sołowow inwestował w różne spółki na Giełdzie Papierów Wartościowych w Warszawie, dążąc do zwiększenia ich wartości i sprzedaży akcji. Po wykupieniu 24% akcji spółki chemicznej Dwory Oświęcim, zainteresował się branżą chemiczną i zbudował koncern chemiczny Synthos, produkujący m.in. kauczuk syntetyczny, dokupując spółki w Czechach i Holandii. Nie udało mu się jednak kupić Zakładów Azotowych Puławy ani Ciechu.
Drugim istotnym polem działalności Sołowowa stała się ceramika budowlana i łazienkowa, skupiona wokół spółki akcyjnej Cersanit i połączonej z nią następnie spółki Opoczno. Cersanit (noszący przejściowo nazwę Rovese) przejął także marki zagraniczne Meissen Keramik, Mei i Pilkington’s oraz posiada zakłady produkcyjne w Rosji, Rumunii, Niemczech i na Ukrainie. Kontroluje również sieć sklepów z wyposażeniem mieszkań Komfort i producenta podłóg drewnianych Barlinek.
Sołowow w 1996 założył dużą spółkę deweloperską Echo Investment z siedzibą w Kielcach, która stała się największym inwestorem na rynku biurowym, mieszkaniowym i centrów handlowych w Polsce. Spółkę tę sprzedał w 2015 roku grupie kapitałowej PIMCO-Oaktree-Griffin Real Estate.
W październiku 2019, Synthos Green Energy S.A., spółka z Grupy Synthos, zawarła umowę z amerykańsko-japońską GE Hitachi Nuclear Energy o współpracy w zakresie potencjalnej budowy elektrowni jądrowej w Polsce w oparciu o technologię małych reaktorów modułowych (SMR – small modular reactors) typu BWRX-300. Jest to pierwsza tego typu umowa zawarta przez polskie prywatne przedsiębiorstwo.
Jego grupa przemysłowa skupia 15 spółek, o łącznych przychodach ok. 10 mld zł i zatrudnieniu ok. 16 000 pracowników. Wszystkie spółki właścicielskie zarejestrowane są w Polsce.
Jest właścicielem lub znaczącym udziałowcem m.in. następujących spółek:
1. produkcyjnych:
  - Synthos (branża chemiczna),
  - Cersanit (ceramika sanitarna i płytki ceramiczne)[a],
  - Barlinek (producent deski podłogowej),
2. handlowych:
  - Sklepy Komfort (sieć sklepów specjalistycznych),
  - North Food (sieć restauracji rybnych North Fish w Polsce i Wielkiej Brytanii, oraz sieci John Burg i Veggie Hub w Polsce[5]),
  - Komfort Łazienki,
  - Homla (elementy dekoracyjne i wyposażenia wnętrz),
  - Nexterio (internetowy sklep z wyposażeniem wnętrz oraz sklepy stacjonarne),
  - Eatyx (hiperżywność - wysokokaloryczne przekąski, posiłki oraz suplementy diety);
3. technologii zeroemisyjnych oraz OZE:
  - Synthos Green Energy (część Grupy Synthos, odpowiedzialna za nowe projekty energetyczne – morską energetykę wiatrową oraz energetykę jądrową[6]);
  - Corab (dystrybutor sprzętu i producent konstrukcji do instalacji fotowoltaicznych),
  - WP Systems (serwisowanie elektrowni wiatrowych),
  - Ekovoltis (spółka obrotu energią elektryczną z OZE);
4. technologicznych i biotechnologicznych:
  - New Era Materials (materiały kompozytowe z żywic epoksydowych),
  - 3DGence (producent drukarek 3D),
  - GeniCore (producent pieców do wytwarzania kompozytów),
  - Molecure (badania nad związkami chemicznymi o przeznaczeniu w produkcji leków stosowanych w leczeniu chorób zapalnych i nowotworowych),
  - ExPLoRNA Therapeutics (technologie modyfikacji mRNA),
  - Hemolens Diagnostics (technologie nieinwazyjnej koronarografii),
  - Tikrow (internetowa platforma pracy czasowej),
5. leasingowych:
  - GETCAR (zarządzanie flotą samochodową).

Sołowow działał także w mediach będąc m.in. przejściowo właścicielem „Przekroju”, „Życia Warszawy” oraz regionalnych gazet „Echo Dnia” i „Słowo Ludu” oraz kieleckiej rozgłośni radiowej – Radio Tak (obecnie oddział RMF Maxxx).
Jego majątkiem zarządzają fundusze private equity – m.in. Magellan i Columbus, inwestując m.in. w instrumenty finansowe o potencjalnie dużej stopie zwrotu, tj. kontrakty terminowe, waluty czy surowce.
Razem z córką, Karoliną Sołowow, założył Fundację „Fabryki Marzeń” oferującą stypendia dla zdolnych uczniów oraz pomagającą ubogim rodzinom w renowacji domów i mieszkań. Karolina Sołowow jest Przewodniczącą Rady Fundacji.

## Rankingi biznesowe
W 2010 po raz pierwszy pojawił się w rankingu światowych miliarderów magazynu Forbes zajmując 973. miejsce z majątkiem szacowanym na 1 mld dolarów (czwarty Polak za Janem Kulczykiem, Zygmuntem Solorzem-Żakiem i Leszkiem Czarneckim). 
W marcu 2021 zajął 494. miejsce z majątkiem szacowanym na 3,9 mld USD. Była to najwyższa pozycja spośród Polaków znajdujących się na tej liście. W 2024 roku uplasował się na 420. miejscu z majątkiem wycenionym na 6,9 mld USD, najwyżej wśród polskich miliarderów obecnych na liście (przed Tomaszem Biernackim, Jerzym Starakiem, Pawłem Marchewką, Zygmuntem Solorzem, Dominiką Kulczyk, Zbigniewem Juroszkiem z rodziną i Sebastianem Kulczykiem).
Od 2021 utrzymuje najwyższą pozycję w tym rankingu spośród polskich miliarderów. 
Pozycja Michała Sołowowa w rankingu Forbes "World's Billionaires List"" (rok/majątek/miejsce w rankingu):
- 2015 - 2,0 mld USD
- 2016 - 1,8 mld USD
- 2017 - 2,7 mld USD
- 2018 - 3,2 mld USD
- 2019 - 3,2 mld USD
- 2020 - 3,7 mld USD
- 2021 - 4,0 mld USD (494)
- 2022 - 6,2 mld USD
- 2023 - 6,2 mld USD
- 2024 - 6,9 mld USD (420)

Obecny na liście "100 najbogatszych Polaków" Forbes Polska od jej pierwszej edycji w 2005 roku, kiedy zajął 7. miejsce z majątkiem 1,8 mld zł. Od tego czasu zawsze plasował się w pierwszej dziesiątce, a od 2018 zajmuje pierwsze miejsce w tym rankingu.
Pozycja Michała Sołowowa w rankingu Forbes Polska "Lista 100 Najbogatszych Polaków" (rok/majątek/miejsce w rankingu):
- 2005 -  1,800 mld zl (7)
- 2018 - 11,410 mld zł (1)[12]
- 2019 - 13,300 mld (1)[3]
- 2020 - 15,600 mld zł (1)[13]
- 2021 - 15,509 mld zł (1)[14]
- 2022 - 27,306 mld zł (1)[15]
- 2023 - 27,250 mld zł (1)[16]
- 2024 - 28,109 mld zł (1)[17]

W 2018 zajął 1. miejsce z majątkiem szacowanym na 10,8 mld zł na liście najbogatszych Polaków, publikowanej co roku przez tygodnik „Wprost”.

## Nagrody i odznaczenia
- 2014 – „Człowiek rynku kapitałowego z okazji 25-lecia przemian ustrojowych” nagroda dla najlepszego przedsiębiorcy, konkurs redakcji gazety „Parkiet” oraz CFA Society Poland[19],
- 2014 – Odznaka Honorowa Województwa Świętokrzyskiego[20],
- 2015 – Perła Honorowa Polskiej Gospodarki (w kategorii gospodarka) redakcji Polish Market[21].
- 2015 – „Medal z okazji jubileuszu 25-lecia Krajowej Izby Gospodarczej[22],
- 2019 – „Człowiek Roku” redakcji portalu Money.pl[23],
- 2021 – Medal „Zasłużony dla Uniwersytetu Jana Kochanowskiego w Kielcach”[24],
- 2025 – Nagroda 25-lecia WNP.PL[25],
- 2025 – Przedsiębiorca 20-lecia Forbes[26].

## Kariera sportowa

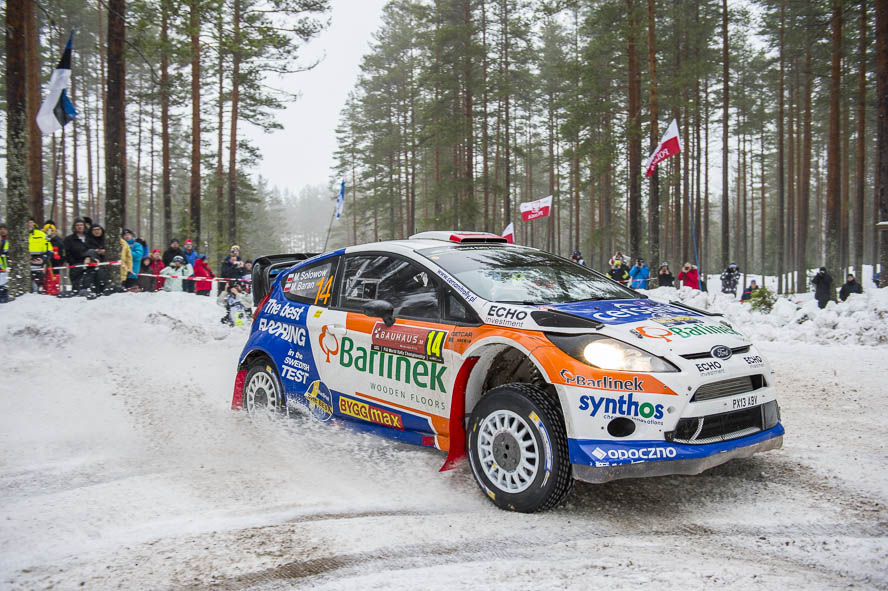
Michał Sołowow jadący Fordem Fiestą RS WRC podczas Rajdu Szwecji 2014, w którym zajął 17. miejsce w klasyfikacji generalnej

Trzykrotny wicemistrz Europy (2008, 2009 i 2012), dwukrotny wicemistrz Polski (2006 i 2010), dwukrotny II wicemistrz Europy (2006 i 2010), dwukrotny II wicemistrz Polski (2004 i 2005) w rajdach samochodowych. Karierę kierowcy rajdowego zawiesił w 2015 roku, by następnie wznowić ją w 2020 roku.
Pierwsze starty w KJS-ach Sołowow rozpoczął już jako siedemnastolatek. Jednakże brak niezbędnych funduszy na zakup samochodu rajdowego uniemożliwił mu ich kontynuację. Do sportu powrócił więc dopiero w 2001, sponsorowany przez własne firmy, kiedy za kierownicą prywatnego Mitsubishi Lancer Evo VI wystartował w cyklu Pucharu PZM, a następnie już w mistrzostwach Polski.
W pierwszych latach startów Sołowow nie odniósł znaczących sukcesów. W latach 2002 i 2003 dwukrotnie plasował się na czwartym miejscu klasyfikacji generalnej gr. N.
W sezonie 2004 za kierownicą Mitsubishi Lancer Evo VII zdobył tytuł drugiego wicemistrza Polski w klasyfikacji generalnej. Mistrzostwa Europy zakończył na czwartej pozycji.
Kolejny rok nie należał do udanych. Mimo zapowiedzi walki o mistrzostwo Polski Sołowow za kierownicą Mitsubishi Lancer Evo VIII MR zdołał jedynie obronić wcześniej zdobyty tytuł drugiego wicemistrza Polski. Do rywalizacji w mistrzostwach Europy kielczanin zakupił Renault Clio S1600, jednakże nie osiągnął znaczącego sukcesu.
W sezonie 2006 Sołowow kontynuował starty w mistrzostwach Polski i Europy. Krajową rywalizację zakończył zdobywając tytuł wicemistrza Polski w klasyfikacji generalnej; mistrzostwa Europy zakończył zaś na trzeciej pozycji.
W sezonie 2007 za kierownicą Fiata Grande Punto S2000 walczył o tytuł mistrza Polski i mistrza Europy. Trapiona awariami samochodu załoga, zajęła w obu rywalizacjach miejsca poza pierwszą piątką.
W sezonie 2008 Sołowow kontynuował starty w barwach Cersanit Rally Team w mistrzostwach Polski i Europy, tym razem samochodem Peugeot 207 S2000, zdobywając ostatecznie tytuł wicemistrza Europy. Rok później powtórzył ten wynik.
W sezonie 2010, startując Fordem Fiestą S2000, wywalczył tytuł wicemistrza w mistrzostwach Polski oraz tytuł II wicemistrza Rajdowych Mistrzostw Europy.
W sezonie 2012, startując Fordem Fiestą RRC, wywalczył trzeci tytuł wicemistrza w Rajdowych Mistrzostwach Europy. W 2015 roku zakończył karierę rajdową.
Zgromadzone tytuły:
2004: II wicemistrz Polski, II wicemistrz Polski (grupa N)
2005: II wicemistrz Polski, II wicemistrz Polski (grupa N)
2006: wicemistrz Polski, wicemistrz Polski (grupa N)
2008: wicemistrz Europy, mistrz Europy Strefy Centralnej (klasa S2000), mistrz Polski (klasa S2000)
2009: wicemistrz Europy, mistrz Europy Strefy Centralnej (klasa S2000)
2010: mistrz Europy Strefy Centralnej (klasa S2000), wicemistrz Polski, mistrz Polski (klasa S2000)
2011: mistrz Europy Strefy Centralnej (klasa S2000), II wicemistrz Polski, mistrz Polski (klasa S2/R4).

### Starty w rajdach WRC
| Sezon | Zespół                                | Samochód                                      | 1      | 2      | 3         | 4             | 5             | 6          | 7             | 8         | 9         | 10              | 11            | 12              | 13              | 14               | 15            | 16        | Punkty | Miejsce |
| ----- | ------------------------------------- | --------------------------------------------- | ------ | ------ | --------- | ------------- | ------------- | ---------- | ------------- | --------- | --------- | --------------- | ------------- | --------------- | --------------- | ---------------- | ------------- | --------- | ------ | ------- |
| 2003  | Cersanit Rally Team                   | Mitsubishi Lancer Evo                         | Monako | 43     | Turcja    | Nowa Zelandia | Argentyna     | Grecja     | NU            | 33        | Finlandia | Australia       | Włochy        | Francja         | Hiszpania       | Wielka Brytania  |               |           | 0      | -       |
| 2004  | Cersanit Rally Team                   | Mitsubishi Lancer Evo                         | Monako | 30     | Meksyk    | Nowa Zelandia | Cypr          | Grecja     | Turcja        | Argentyna | Finlandia | Niemcy          | Japonia       | Wielka Brytania | Włochy          | Francja          | Hiszpania     | Australia | 0      | -       |
| 2005  | Cersanit Rally Team                   | Mitsubishi Lancer Evo                         | Monako | NU     | Meksyk    | Nowa Zelandia | Włochy        | Cypr       | Turcja        | Grecja    | Argentyna | Finlandia       | Niemcy        | Wielka Brytania | Japonia         | Francja          | Hiszpania     | Australia | 0      | -       |
| 2006  | Cersanit Rally Team                   | Mitsubishi Lancer Evo Subaru Impreza WRC      | Monako | 33     | Meksyk    | Hiszpania     | Francja       | Argentyna  | Włochy        | Grecja    | Niemcy    | Finlandia       | Japonia       | Cypr            | Turcja          | Australia        | Nowa Zelandia | 40        | 0      | -       |
| 2007  | Cersanit Rally Team                   | Mitsubishi Lancer Evo Fiat Grande Punto S2000 | Monako | 21     | Norwegia  | Meksyk        | Portugalia    | Argentyna  | Włochy        | Grecja    | Finlandia | Niemcy          | Nowa Zelandia | Hiszpania       | Francja         | Japonia          | Irlandia      | NU        | 0      | -       |
| 2010  | Cersanit Rally Team                   | Peugeot 207 S2000                             | 22     | Meksyk | Jordania  | Turcja        | Nowa Zelandia | Portugalia | Bułgaria      | Finlandia | Niemcy    | Japonia         | Francja       | Hiszpania       | Wielka Brytania |                  |               |           | 0      |         |
| 2012  | M-Sport Stobart Ford World Rally Team | Ford Fiesta RS WRC                            | Monako | 20     | Meksyk    | Portugalia    | Argentyna     | Grecja     | Nowa Zelandia | Finlandia | Niemcy    | Wielka Brytania | Francja       | Włochy          | Hiszpania       |                  |               |           | 0      | -       |
| 2013  | Qatar M-Sport WRT                     | Peugeot 207 S2000 Ford Fiesta RS WRC          | Monako | 12     | Meksyk    | Portugalia    | Argentyna     | Grecja     | Włochy        | Finlandia | Niemcy    | Australia       | Francja       | Hiszpania       | 14              |                  |               |           | 0      | -       |
| 2014  | M-Sport World Rally Team              | Ford Fiesta RS WRC                            | Monako | 17     | Meksyk    | Portugalia    | Argentyna     | Włochy     | Polska        | Finlandia | Niemcy    | Australia       | Francja       | Hiszpania       | Wielka Brytania |                  |               |           |        |         |
| 2015  | Synthos Cersanit RT                   | Ford Fiesta RS WRC                            | Monako | NU     | Meksyk    | Argentyna     | Portugalia    | Włochy     | Polska        | Finlandia | Niemcy    | Australia       | Francja       | Hiszpania       | Wielka Brytania |                  |               |           | 0      | -       |
| 2020  | Barlinek Synthos RT                   | Škoda Fabia R5                                | Monako | 24     | Meksyk    | Estonia       | Turcja        | Włochy     | Włochy        |           |           |                 |               |                 |                 |                  |               |           | 0      | -       |
| 2021  | Michał Sołowow                        | Citroen C3 Rally2                             | Monako | 26     | Chorwacja | Portugalia    | Włochy        | Kenia      | Estonia       | Belgia    | Grecja    | Finlandia       | Hiszpania     | Włochy          |                 |                  |               |           | 0      | -       |
| 2022  | Michał Sołowow                        | Volkswagen Polo GTI R5                        | Monako | 16     | Chorwacja | Portugalia    | Włochy        | Kenia      | Estonia       | Finlandia | Belgia    | Grecja          | Nowa Zelandia | Hiszpania       | Japonia         |                  |               |           | 0      | -       |
| 2023  | Michał Sołowow                        | Škoda Fabia RS Rally2                         | Monako | 21     | Meksyk    | Chorwacja     | Portugalia    | Włochy     | Kenia         | Estonia   | Finlandia | Grecja          | Chile         | Unia Europejska | Japonia         |                  |               |           | 0      | -       |
| 2024  | Printsport                            | Škoda Fabia RS Rally2                         | Monako | 14     | Kenia     | Chorwacja     | Portugalia    | Włochy     | 27            | Łotwa     | Finlandia | Grecja          | Chile         | Unia Europejska | Japonia         |                  |               |           | 0      | -       |
| 2025  | Printsport                            | Toyota GR Yaris Rally2                        | Monako | 29     | Kenia     | Hiszpania     | Portugalia    | Włochy     | Grecja        | Estonia   | Finlandia | Paragwaj        | Chile         | Unia Europejska | Japonia         | Arabia Saudyjska |               |           | 0      | -       |